# Schienenverkehr in Malawi

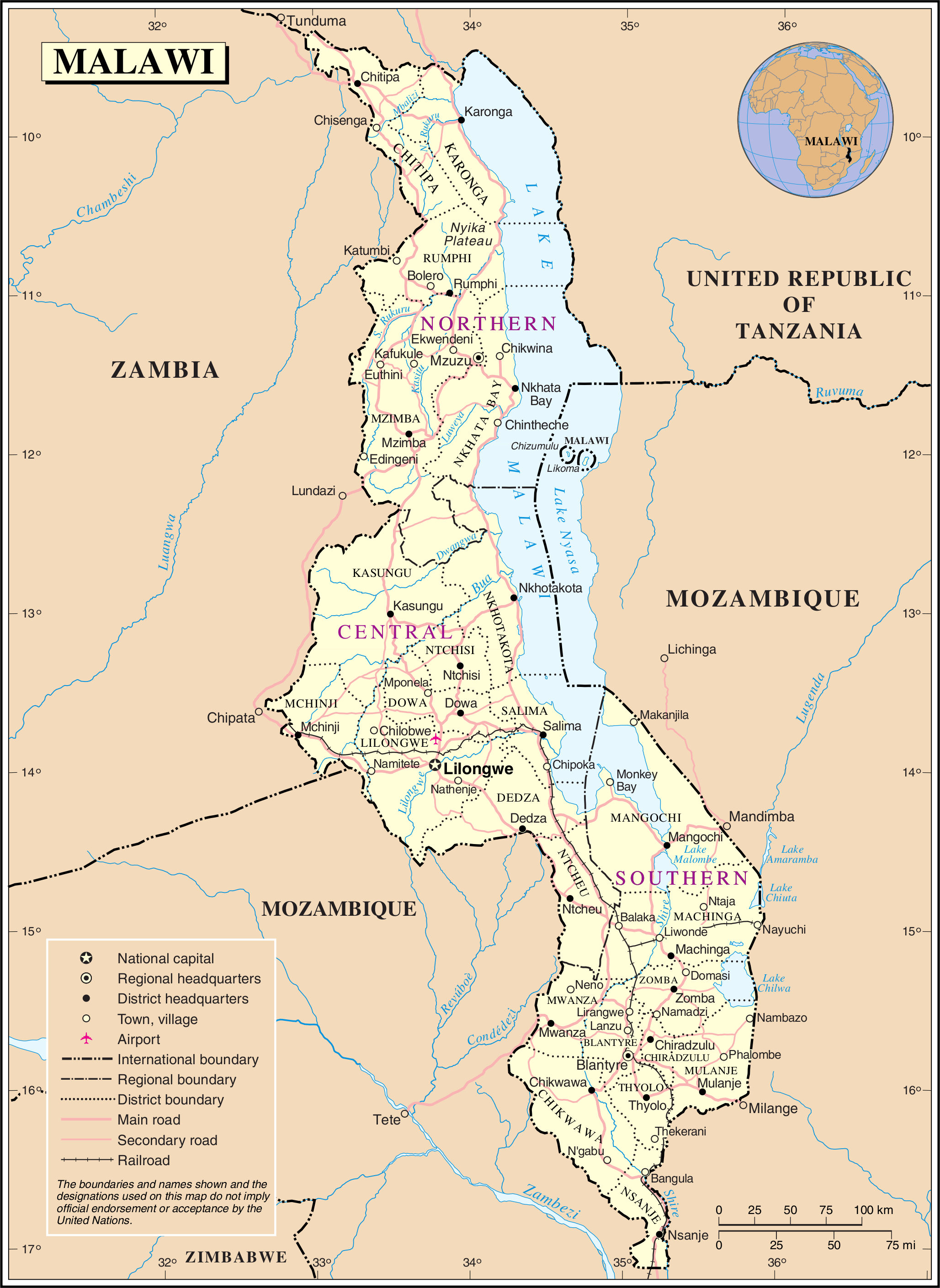
Karte Malawis mit Eisenbahnstrecken

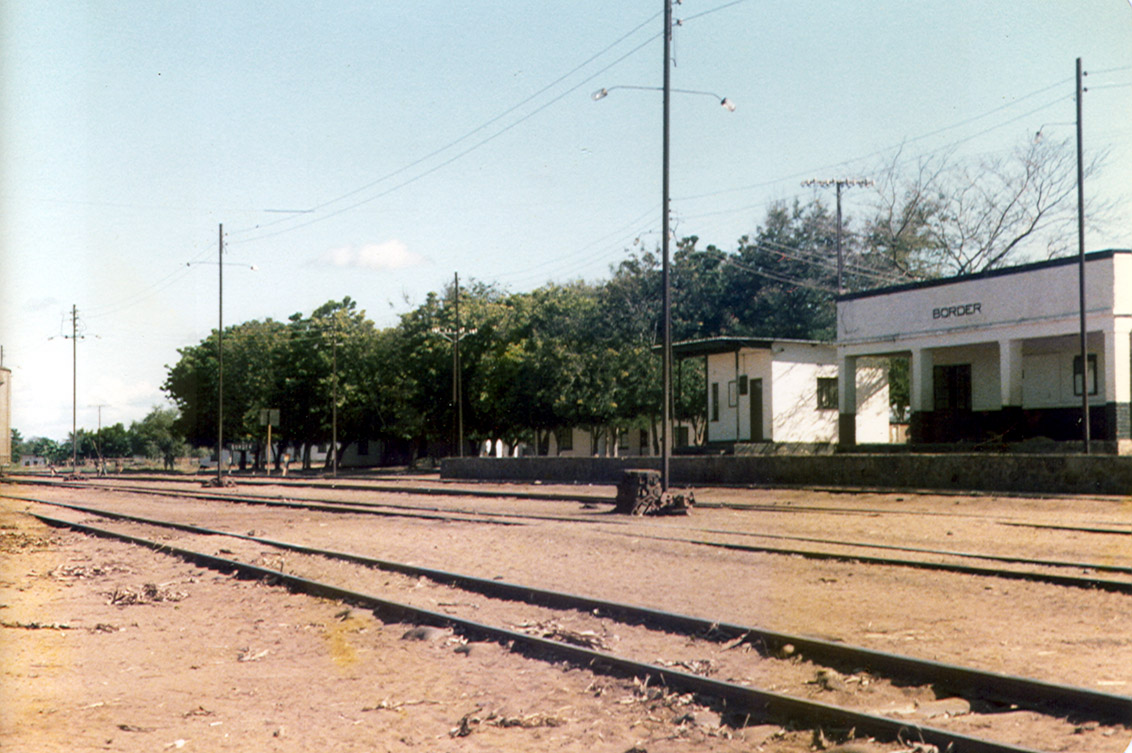
Grenzbahnhof Makhanga (1984)

Der Schienenverkehr in Malawi spielt vor allem im Güterverkehr des Landes eine wichtige Rolle. Die gesamte Streckenlänge in Malawi beträgt 797 Kilometer in der im südlichen Afrika üblichen Kapspur (Stand 2010). Betreiber ist die private mosambikanische Investorengruppe Insitec.

## Topographie
Malawi ist ein Binnenstaat im südlichen Afrika. Nordöstlich von Malawi liegt Tansania, östlich, südlich und südwestlich Mosambik und westlich Sambia. Die nächstgelegenen Meereshäfen sind in Nacala und Beira in Mosambik, mit denen Malawi durch Bahnstrecken verbunden ist bzw. war. Der Malawisee im Osten Malawis ist durch seine große Ausdehnung in Nord-Süd-Richtung ein Hindernis für den Eisenbahnbau. Nur die Südhälfte des Landes ist durch Bahnstrecken erschlossen.

## Geschichte
Das heutige Malawi war als Njassaland britisches Protektorat. Bis 1904 wurde die Shire-Hochlandbahn von Port Herald (heute Nsanje) bis Chiromo durch die private Shire Highlands Railway Company erbaut. Da die Ausgaben für das Vorhaben die finanziellen Möglichkeiten der Gesellschaft überstiegen, übernahm die British Central Africa Company den Bau der Verlängerung über Blantyre zum damaligen Fort Johnston, heute Mangochi. Die Strecke wurde 1909 eröffnet. 1912 wurde ein Vertrag zwecks Bau einer Anschlussbahn zum Sambesi und weiter nach Beira, die heutige Sena-Linie, geschlossen. Die Strecke erhielt ab 1977 innerhalb Malawis eine Erweiterung. Sie beginnt an der Grenze zu Sambia in Mchinji und führt über die Hauptstadt Lilongwe, den Hafen Chipoka am Malawisee, Mangochi, Nkaya und Blantyre nach Makhanga, wo sie endet. Sie querte ehemals die Grenze zu Mosambik und führte nach Sena mit Verbindung nach Beira am Indischen Ozean.
Mitte der 1960er Jahre entschied sich der Betreiber, die bis dahin verwendeten Dampflokomotiven auszumustern und durch Diesellokomotiven zu ersetzen. Ein Teil der Dampfloks wurde Anfang der 1970er Jahre erneut eingesetzt. In den 1970er Jahren erfolgte der Bau der Strecke Nkaya–Cuamba, um Malawi an den mosambikanischen Tiefwasserhafen Nacala anzuschließen. In den 1980er Jahren erlitt die Strecke zur mosambikanischen Hafenstadt Beira infolge des Bürgerkriegs in Mosambik erhebliche Zerstörungen und wird seither nicht mehr betrieben. Auch die Strecke nach Nacala wurde durch die Kriegseinwirkungen unbenutzbar.
1999 erfolgte die Privatisierung der staatlichen Gesellschaft Malawi Railways, und sie wurde mit der mosambikanischen Caminhos de Ferro de Moçambique Nord (CFM-Nord) zur Central East African Railways vereinigt. Ihr Betreiber war fortan die Railroad Development Corporation mit Sitz in Pittsburgh. Seit 2005 fahren wieder Züge von Malawi nach Nacala. Im September 2008 wurde die Gesellschaft an die Investorengruppe Insitec verkauft.

## Gegenwart
Das Bahnbetriebswerk und das Betriebszentrum befinden sich in Limbe, einem Ortsteil von Blantyre. In Balaka nördlich vom Trennungsbahnhof Nkaya befindet sich ein Rangierbahnhof.
Die zwei Strecken dienen vorrangig dem Güterverkehr. Die Tonnage betrug 2008 rund 220.000 Tonnen. Der Bahngesellschaft gehören 19 Diesellokomotiven und 403 Güterwagen. Befördert werden vor allem Mais, Container, Brennstoffe, Dünger, Zement, Tabak und Zucker. Eine 35 Kilometer lange Verlängerung der Strecke von Mchinji nach Chipata in Sambia ist seit 2010 fertiggestellt. Von Chipata aus soll die TAZARA im sambischen Mpika erreicht werden.
Personenverkehr findet nur auf wenigen Abschnitten statt. Von Blantyre bis Balaka fährt täglich ein Zugpaar, bis Nayuchi an der Ostgrenze Malawis zwei Mal pro Woche. Von Limbe nach Nsanje verkehren ebenfalls zwei Mal wöchentlich Züge. Lilongwe wird nicht von Personenzügen erreicht.

## Planungen
Eine Strecke von Moatize in Mosambik nach Nkaya in Malawi ist seit 2011 in Planung. Über sie soll Kohle von Moatize zum mosambikanischen Hafen Nacala transportiert werden. In einem BOT-Projekt soll das Bahnsystem Malawis für umgerechnet rund 2 Milliarden Euro aus China und den VAE erneuert und erweitert werden. Dazu zählt eine circa 750 Kilometer lange Neubaustrecke von Lilongwe nach Mbeya in Tansania. Laut Plan soll das System 30 Jahre von einem Konsortium betrieben und dann an Malawi übergeben werden.